# Leptynia hispanica
Leptynia hispanica is een wandelende tak die  voorkomt in Spanje, Italië, Griekenland en Zuid-Frankrijk. Het PSG-nummer van deze wandelende tak is 123.
Deze wandelende tak is makkelijk te herkennen aan het zeer puntige achterlijf. De voortplanting bij deze soort gebeurt alleen geslachtelijk. 